# Hlibeňský rybník
Hlibeňský rybník se nachází asi dva kilometry severozápadně od obce Uzeničky, v Jihočeském kraji. Rozloha vodní plochy ve tvaru podobném čtverci činí 15 hektarů.
Leží na Ostrovském potoce. Podél východního břehu rybníka vede cesta z Uzeniček do Svučic, při niž se nachází malá osada. Okolo rybníka roste orobinec úzkolistý,[zdroj?] byl zde zaznamenán výskyt úporu kuřičkovitého, na severní a západní straně jej obklopuje les. Ten je částečně podmáčený a kolem přítoku se rozkládají mokřadní louky. Rybník je průtočný a jsou v něm vysazeny ryby. Zaznamenán byl rovněž výskyt ondatry pižmové.
Východní, severní a částečně i západní břeh rybníka tvoří hranici katastru obce Uzeničky a obvodu obce s rozšířenou působností Blatná.